# Whitley County (Indiana)
Whitley County ist ein County im Bundesstaat Indiana der Vereinigten Staaten. Der Verwaltungssitz (County Seat) ist Columbia City.

## Geographie
Das County liegt im Nordosten von Indiana und hat eine Fläche von 875 Quadratkilometern, wovon sechs Quadratkilometer Wasserfläche sind. Es grenzt im Uhrzeigersinn an folgende Countys: Noble County, Allen County, Huntington County, Wabash County und Kosciusko County.

## Geschichte
Whitley County wurde am 7. Februar 1835 aus Teilen des Allen County und des Elkhart County gebildet. Benannt wurde es nach William Whitley, einem Colonel im Amerikanischen Unabhängigkeitskrieg.
Vier Bauwerke und Stätten des Countys sind im National Register of Historic Places eingetragen (Stand 5. September 2017).

## Demografische Daten
Nach der Volkszählung im Jahr 2000 lebten im Whitley County 30.707 Menschen in 11.711 Haushalten und 8.607 Familien. Die Bevölkerungsdichte betrug 35 Einwohner pro Quadratkilometer. Ethnisch betrachtet setzte sich die Bevölkerung zusammen aus 98,37 Prozent Weißen, 0,19 Prozent Afroamerikanern, 0,36 Prozent amerikanischen Ureinwohnern, 0,18 Prozent Asiaten, 0,04 Prozent Bewohnern aus dem pazifischen Inselraum und 0,30 Prozent aus anderen ethnischen Gruppen; 0,57 Prozent stammten von zwei oder mehr Ethnien ab. 0,90 Prozent der Bevölkerung waren spanischer oder lateinamerikanischer Abstammung.

Alterspyramide des Whitley Countys (Stand: 2000)

Von den 11.711 Haushalten hatten 34,5 Prozent Kinder unter 18 Jahre, die mit ihnen im Haushalt lebten. 61,3 Prozent waren verheiratete, zusammenlebende Paare, 8,3 Prozent waren allein erziehende Mütter und 26,5 Prozent waren keine Familien. 22,4 Prozent waren Singlehaushalte und in 9,5 Prozent lebten Menschen mit 65 Jahren oder darüber. Die Durchschnittshaushaltsgröße betrug 2,58 und die durchschnittliche Familiengröße lag bei 3,03 Personen.
26,7 Prozent der Bevölkerung waren unter 18 Jahre alt, 8,1 Prozent zwischen 18 und 24, 28,9 Prozent zwischen 25 und 44 Jahre. 23,2 Prozent zwischen 45 und 64 und 13,0 Prozent waren 65 Jahre alt oder älter. Das Durchschnittsalter betrug 37 Jahre. Auf 100 weibliche Personen kamen 98,5 männliche Personen. Auf 100 Frauen im Alter von 18 Jahren und darüber kamen 96 Männer.
Das jährliche Durchschnittseinkommen eines Haushalts betrug 45.503 USD, das Durchschnittseinkommen der Familien 52.872 USD. Männer hatten ein Durchschnittseinkommen von 37.325 USD, Frauen 23.420 USD. Das Prokopfeinkommen betrug 20.519 USD. 3,3 Prozent der Familien und 4,9 Prozent der Bevölkerung lebten unterhalb der Armutsgrenze.

## Orte im County
- Briggs
- Churubusco
- Coesse
- Coesse Corners
- Collamer
- Collins
- Columbia City
- Cresco
- Dunfee
- Etna
- Five Points
- Larwill
- Laud
- Lorane
- Luther
- Ormas
- Peabody
- Raber
- South Whitley
- Tri-Lakes
- Tunker
- Washington Center

Townships
| - Cleveland Township - Columbia Township - Etna-Troy Township - Jefferson Township - Richland Township - Smith Township - Thorncreek Township - Union Township - Washington Township |